# カバ
カバ（河馬、Hippopotamus amphibius）は、哺乳綱偶蹄目（鯨偶蹄目とする説もあり）カバ科カバ属に分類される偶蹄類。猛獣でもある。

## 分布
サハラ砂漠以南のアフリカ大陸。
アルジェリア、エジプト、エリトリア、モーリタニア、リベリアでは絶滅。

## 形態

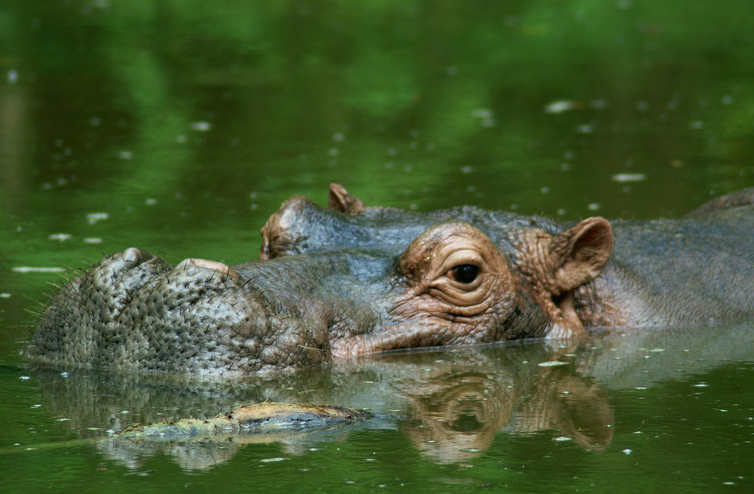
直線上に並んでいる眼・鼻孔・外耳を水中から出して周囲の様子をうかがう

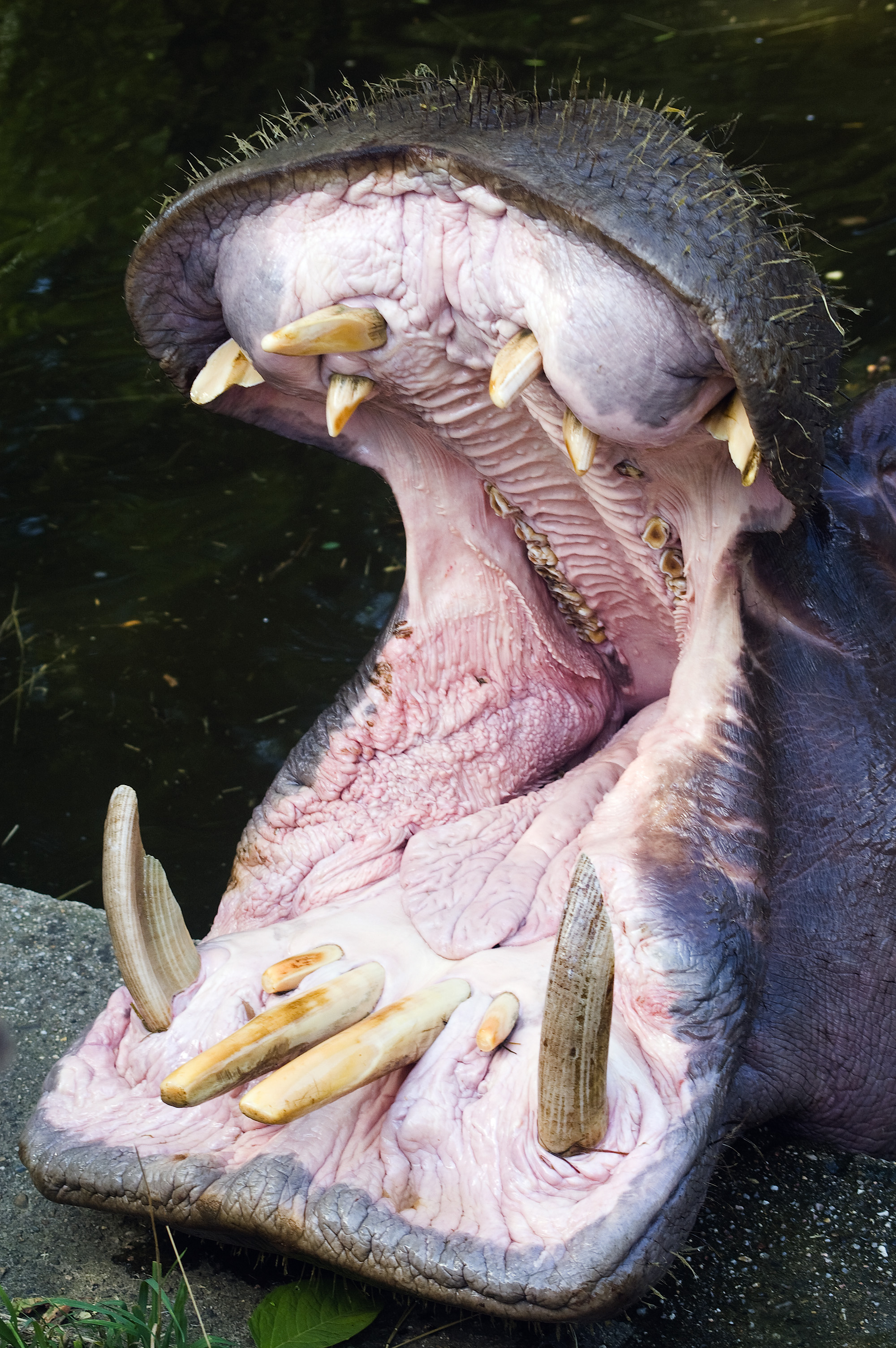
大きく開いた顎と歯

体長3.5 - 4m。体重はオス平均1500kg、メス平均1,300kg 。非常に大型のオスだと2,000kgを超えることもある。陸上動物としてはゾウ、サイに次ぐ3番目の重さとされる。分厚い脂肪と真皮・上皮で覆われるが、表皮は非常に薄い。このため毛細管現象により水分は外側へ放出してしまう。皮膚は乾燥すると裂けてしまい、水分消失量は5平方センチメートルあたり10分で12mgともされこれは人間の約3 - 5倍の水分消失量にあたる。
頭部は大型。顔の側面に鼻・眼・耳介が一直線に並んで位置する。これにより水中から周囲の様子をうかがいながら、呼吸することができる。鼻孔は内側の筋肉が発達して自由に開閉することができ、水中での浸水を防ぐことができる。下顎の犬歯は50cmに達することもあり、下顎2本の重量はオス2.1kg、メス1.1kgに達することもある。一生伸び続けるが、上下の歯が噛みあい互いをすり減らすことで短く、鋭くなる。闘争時にはこの犬歯が強力な武器となる。第3・4指の間が膜で繋がり水かき状になる。
皮膚表面を保護する皮脂腺・体温調節のための汗腺を持たないが、「血の汗」などと呼ばれるピンク色の粘液を分泌する腺がある。この粘液はアルカリ性で乾燥すると皮膚表面を保護し、赤い色素により紫外線が通過しにくくなる。主成分も分離されており、ヒポスドール酸（hipposudoric acid）、ノルヒポスドール酸（norhipposudoric acid）と命名されている。この粘液に細菌の増殖を防ぐ働きもあり、傷を負って泥中に入っても化膿するのを防ぐことができる。

## 分類
以下の亜種の分類は、Grubb（2005）に従う。和名・英名・分布は、今泉（1977）に従う。
- Hippopotamus amphibius amphibius Linnaeus、1758 ナイルカバ Nile hippopotamus（亜種H. a. tschadensisはシノニムとされる）
- Hippopotamus amphibius capensis Desmoulins、1825 ケープカバ Cape hippopotamus（亜種アンゴラカバH. a. constrictusはシノニムとされる）
- Hippopotamus amphibius kiboko Heller、1914 ケニアカバ East African hippopotamus

## 生態

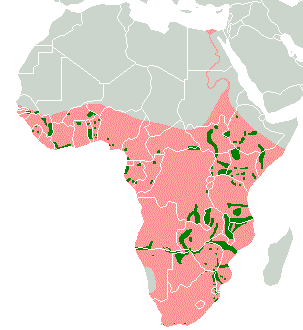
●2000年代における棲息域
● かつての棲息域

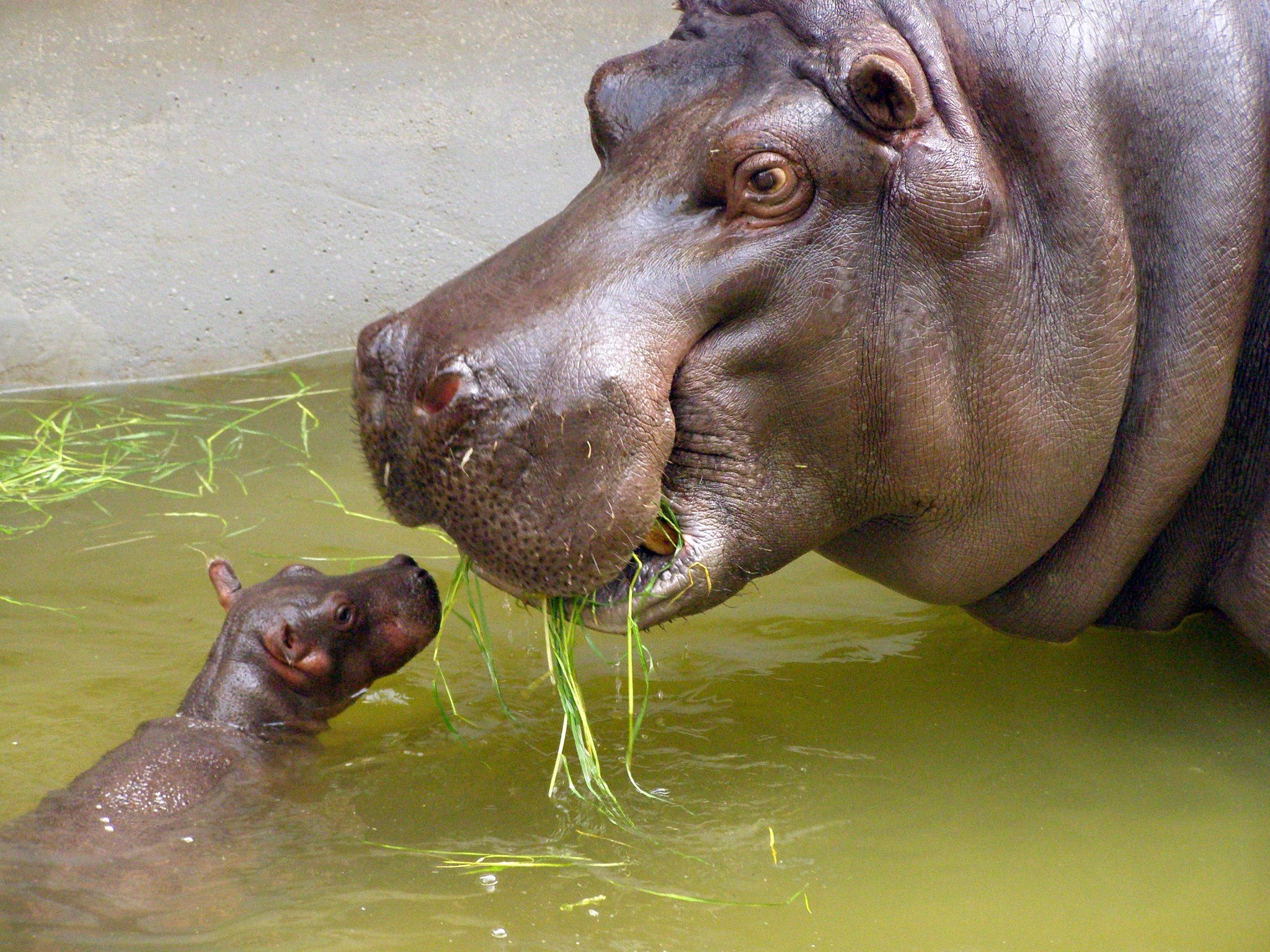
カバの親子

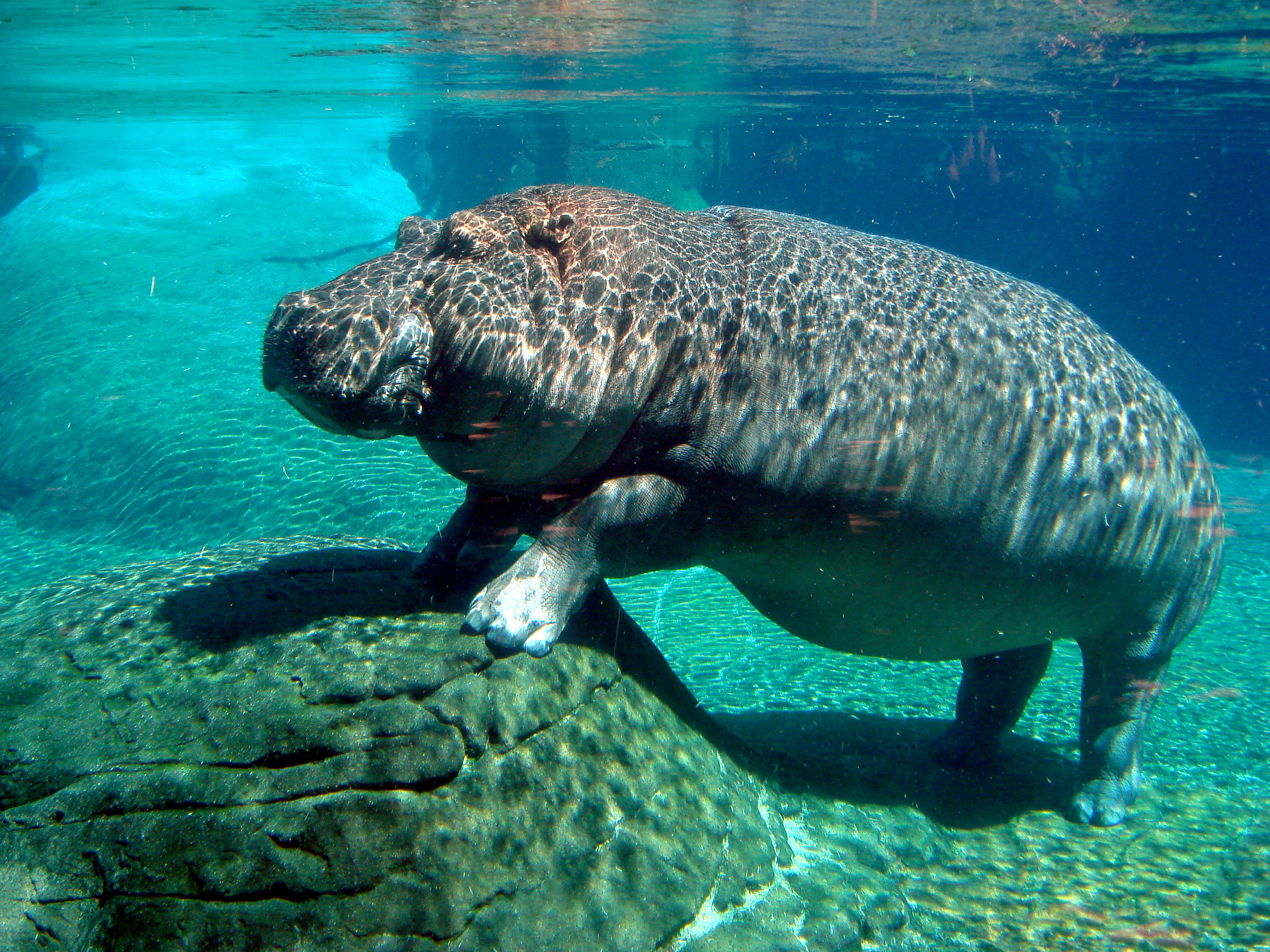
水より比重が大きいため、水底を歩くことができる

10 - 20頭のメスと幼獣からなる群れを形成して生活するが、乾季には100 - 150頭の群れを形成することもある。オスは単独で生活するか、優位のオスは群れの周囲に縄張りを形成する。口を大きく開ける・糞をまき散らす・後肢で蹴りあげる・鼻から水を出す・唸り声をあげるなどして威嚇し縄張りを主張するが、オス同士で犬歯で噛みつくなど激しく争うこともあり命を落とすこともある。縄張りは頭や体を低くする服従姿勢をとれば他のオスも侵入することはできるが、他のオスが縄張り内で交尾することは許容しない。8年以上同じ縄張りを防衛することもあり、このうちの1頭が12年縄張りを防衛した例もある。昼間は水中で生活し、夜間は陸上に上がり採食を行う。陸上での行動範囲は水場から3 km（キロメートル）だが、水場と採食場の途中に泥浴びを行える場所があればさらに拡大し、水場から最大で10km離れた場所で採食を行うこともある。通常体内に多量の空気を溜めこむと浮力により潜ることが困難になるが、四肢の重さにより潜水が可能になっている。水中では水よりも比重が重い関係で水の底を蹴って進み、後ろ足を駆使し力強く進むことは可能。潜水時間は1分で、最長で5分。移動速度は陸上では短距離で時速30kmに達すると報告されているが、確認されてはいない。
食性は植物食で、草本・根・木の葉などを食べる。一晩のうち4 - 6時間ほどをかけて、30 - 40kgの食物を食べる。体重と食事量の比率は、他の植物食の動物よりも低い（乾燥重量にすると体重の1 - 1.5%、有蹄類では約2.5%）。飼育下では体重4,000kgのゾウ類は1日あたり約200kgの食物を食べるが、体重1,500 kgの本種は約50kgの食物を食べるとされる。これは昼間に温度変化の少ない水中でほとんど動かずに、エネルギー消費を抑えているためと考えられている。
水中での睡眠時には呼吸のために無意識に浮上することがある。成体の場合、通常5分おきに浮上し、呼吸をしてまた潜水する。
天敵はライオンである。ベナンではライオンの獲物のうちカバが17%を占める。コンゴではライオンの獲物のうちカバが20%を占め、ザンビアではライオンの重要な獲物になっている。その他ワニやヒョウに捕食されることもある。
野生の寿命は40 - 50年。飼育下では58年生きた記録がある。
発情周期は約30日、発情期間は2 - 3日。飼育下では交尾時間は12 - 17分の例がある。妊娠期間は210 - 240日。主に水中で1回に1頭の幼獣を産む。オスは生後5歳、メスは生後4歳程度で性成熟する。平均寿命は約30年。

## 人間との関係
1864年に村上英俊によって編纂された仏和辞典『仏語明要』では、hippopotamaの訳語を「川馬」としている。1872年の石橋政方訳『改正増補英語箋』ではhippopotamusの訳語を「河馬」としたうえで、読みを「かば」としている。古くはhippopotamusが「海のウマ」と訳されることもあったようで、日本でも1862年の『英漢字典』・1872年の『英和字典』・1862年の『英漢字典』などではhippopotamusの訳語を「海馬（）」としている。
ウガンダのエドワード湖・ジョージ湖では個体密度（クイーン・エリザベス国立公園で1平方キロメートルあたり31頭に達することもあった）が高く、採食活動により湖岸の森林が消失し土壌が侵食された。そのためアフリカ大陸では初めて野生動物の人為的管理計画として1962年 - 1966年に生態的調査を行いつつ間引きが実施された。これにより沿岸の植生が回復し他の動物の生息数も増加したが、間引きが停止すると状況は戻ってしまった。ウガンダのクーデターによりこの試みは棚上げとなり密輸が横行するようになったが、本種の生態的知見はこうした計画による調査から得られたものも多い。
農地開発や湿地開発による生息地の破壊や水資源の競合、食用や牙用の乱獲などにより、1990年代から2000年代にかけて生息数は減少した。2017年の時点では、以後は生息数は安定していると考えられている。アフリカ東部や南部では地域によっては生息数が激減したものの、未だ生息数は多いと考えられている。一方で2003年にコンゴ民主共和国では8年間で生息数が約95 %激減したという報告もある。密猟・密輸されることもあり、特に政情が不安な地域では横行することもある。1989年 - 1990年には15,000kg、1991年 - 1992年には27,000kgの牙が密輸されたと推定されている。1995年にワシントン条約附属書IIに掲載されている。
日本では2021年の時点でかば科（カバ科）単位で特定動物に指定され、2019年6月には愛玩目的での飼育が禁止された（2020年6月に施行）。
カバ牙の利用
ワシントン条約で国際取引が禁止されている象牙の代替品として、カバの牙が印鑑や工芸品の高級素材として使われることがある。アフリカ大陸北東部（要するにかつて生息していたナイル川周り）の民族には、水の精タウエレトとして崇められ、カバを象った面とカバの牙から作った呪い用の杖バース・タスクを持って占いの儀式を行った。

### コロンビア
コロンビアにおいては、かつてパブロ・エスコバルが自宅の動物園で飼育するために密輸した、通称“コカインカバ”の子孫たちが脱走・繁殖して問題となっている。

### 飼育
繁殖力が高いため、多くの動物園は繁殖制限を行っている。また飼育下では肥満になりやすいため、野生行動を引き出す環境エンリッチメントや、適切な健康チェックが出来、飼育員との信頼関係も深まるハズバンダリートレーニングに取り組む必要がある。
かつて、移動動物園をしたカバヤ食品の「カバ子」は、後に「デカ」と改名されいしかわ動物園で飼育された。東山動物園のカバの番（つがい）「重吉」（2代目）と「福子」（初代）は19頭の仔をもうけ、日本国内最多産記録を作った。技術の向上から、1997年に大阪市天王寺動物園では日本で初めてガラス越しに水中を歩くカバを観察できるカバ舎を製作した。この展示スタイルは富士サファリパークの「ワンダー・オブ・ピッポ」なども追随している。また、神戸市立王子動物園はスロープの傾斜を緩くしたバリアフリーを配慮したカバ舎を2003年に造っている。

### その他
- 名古屋鉄道関連会社の名鉄整備のCIとしてカバをモチーフにした「ヒポポタマス」というキャラクターを使用している。創業当時使用されていたボンネットバスの整備中の姿がカバに似ていたためこのキャラクターが生まれた。また自社が名古屋発祥で中部圏に広まった事と名古屋の東山動物園で飼育されていたカバの重吉・福子の子孫が全国の動物園に広まっていたことにあやかって、ユーザーの事業が全国に広まるようにという願いもこめられている[28]。
- 1981年の東武動物公園開園に当たり、上野動物園でカバの飼育で名を馳せ、漫画『ぼくの動物園日記』のモデルとなった西山登志雄が初代園長に就任し、「カバ園長」として親しまれた。

## 呼称
属名Hippopotamusは、「カバ」を意味するhippopotamus （ヒッポポタムス）をそのまま用いたもので、大プリニウス『博物誌』等にも言及のある古い言葉である。さらに遡ればἱπποπόταμος（ヒッポポターモス; < ἵππος「馬」+ποταμός「川」）であり、当時はナイル川下流でも見られたカバに対してギリシア人が命名したものであった。なお、オランダ語ではnijlpaard（<Nijl「ナイル川」+paard「馬」）という。
日本語の「河馬」は近代になってこれを直接訳したか、もしくは、ドイツ語で「カバ」を意味するFlusspferd（<Fluss「川」+Pferd「馬」）を訳したもの。